# Union (Groot-Brittannië)
Union is een Brits historisch merk van inbouwmotoren.
Merk van onbekende herkomst dat in elk geval inbouwblokken maakte. Deze werden uitsluitend in Britse merken gebruikt: Hoskison, HT, Planet, Priory, Akkens, Autoglider, Black Prince, CMM. Omdat veel van deze klanten in de omgeving van Birmingham zaten is het waarschijnlijk dat ook Union in die omgeving gevestigd was.